# Уравнения Цёппритца
Уравнения Цёппритца — уравнения, определяющие изменение амплитуд сейсмических волн на границах слоёв с различными сейсмическими свойствами. Карл Бернхард Цёппритц (1881–1908) — немецкий геофизик, который сформулировал уравнения, названные в его часть. Он работал в Гёттингенском университете ассистентом в исследовательской группе Эмиля Вихерта. Уравнения Цёппртитца связывают амплитуды Р– и S– волн на границе двух упругих сред с углом падения {\displaystyle \alpha _{1}} волны на границу. 

## Точная формулировка

### Матрица
{\displaystyle {\begin{pmatrix}sin\alpha _{P1}&-cos\alpha _{S1}&sin\alpha _{P2}&cos\alpha _{S2}\\cos\alpha _{P1}&sin\alpha _{S1}&-cos\alpha _{P2}&sin\alpha _{S2}\\\gamma _{P1}\cdot cos2\alpha _{S1}&\gamma _{S1}\cdot sin2\alpha _{S1}&\gamma _{P2}\cdot cos2\alpha _{S2}&-\gamma _{S2}\cdot cos2\alpha _{S2}\\\gamma _{P1}\cdot cos2\alpha _{S1}&\gamma _{S1}\cdot sin2\alpha _{S1}&\gamma _{P2}\cdot cos2\alpha _{S2}&-\gamma _{S2}\cdot cos2\alpha _{S2}\\\end{pmatrix}}}

## Приближение
Уравнения Цёппритца сложны в использовании, и поэтому чаще используются приближения, такие как уравнения Бортфельда (1961 год) и Шуей (1985 год). Шуей в приближении:
{\displaystyle R(\theta )=R_{0}+[A_{0}R_{0}+{\frac {\triangle \sigma }{(1-\sigma )^{2}}}]sin^{2}\theta +{\frac {1}{2}}{\frac {\triangle V_{p}}{V_{p}}}(tan^{2}\theta -sin^{2}\theta )}
где каждый элемент охватывает амплитуды отражения на больших углах. Первое слагаемое {\displaystyle R_{0}} дает амплитуду при нормальном падении {\displaystyle (\theta =0)}, второе слагаемое характеризует {\displaystyle R(\theta )} на промежуточных углах, а третий член описывает подход к критическому углу. Здесь {\displaystyle \sigma } это коэффициент Пуассона, {\displaystyle \theta } — угол падения, и {\displaystyle A_{0}} — медленно меняющаяся величина пропорциональная {\displaystyle {\frac {1-2\theta }{1-\theta }}}. Это приближение было сделано с точностью до 60 градусов от критического угла, и оно предполагает, что изменение плотности и скоростей через границы много меньше 1.